# Stalagtia
Genre
Stalagtia est un genre d'araignées aranéomorphes de la famille des Dysderidae.

## Distribution
Les espèces de ce genre se rencontrent dans les Balkans et dans l'Ouest de la Turquie.

## Liste des espèces
Selon World Spider Catalog (version 24.5, 27/10/2023) :
- Stalagtia argus Brignoli, 1976
- Stalagtia christoi Van Keer & Bosmans, 2009
- Stalagtia hercegovinensis (Nosek, 1905)
- Stalagtia kratochvili Brignoli, 1976
- Stalagtia martinae Coşar, Danışman, Yağmur & Kunt, 2023
- Stalagtia monospina (Absolon & Kratochvíl, 1933)
- Stalagtia skadarensis Kratochvíl, 1970
- Stalagtia thaleriana Chatzaki & Arnedo, 2006

## Systématique et taxinomie
Ce genre a été décrit par Kratochvíl en 1970 dans les Dysderidae.

## Publication originale
- Kratochvíl, 1970 : « Cavernicole Dysderae. » Přírodovědné Práce Ústavů Československé Akademie Věd v Brně, (N.S.), vol. 4, no 4, p. 1-62.